# Amleto Frignani
Amleto Frignani (1. březen 1932 Fossoli, Italské království – 2. březen 1997 Fresno, Spojené státy americké) byl italský fotbalový záložník. Byl prvním italským střelcem v historii poháru PMEZ a obecně moderních evropských pohárů, když vstřelil branku na 1:1 proti Saarbrückenu (3:4) dne 1. listopadu 1955.
Fotbal začal hrát za Carpi, které po dvou letech opustil, když odešel na jednu sezonu hrát do Reggiany. V roce 1951 odešel do Milána, kde získal v sezoně 1954/55 jediný svůj titul v kariéře. Za Rossoneri odehrál za pět sezon 136 utkání a hrál v době Gre-No-Li. V roce 1956 byl prodán do Udinese, kde vydržel jednu sezonu. Kariéru dohrál v Janově. Za Grifone nastoupil do 109 utkání za pět sezon, dvě z nich byly ve druhé lize, kterou vyhrál v sezoně 1961/62. Poté ukončil kariéru.
Za reprezentaci odehrál 14 utkání. Byl na MS 1954, kde nastoupil do dvou utkání a vstřelil jednu branku.

## Hráčská statistika
| Sezóna  | Klub     | Liga    | Liga   | Liga | Ligové poháry | Ligové poháry | Ligové poháry | Kontinentální poháry | Kontinentální poháry | Kontinentální poháry | Celkem | Celkem |
| Sezóna  | Klub     | Soutěž  | Zápasy | Góly | Soutěž        | Zápasy        | Góly          | Soutěž               | Zápasy               | Góly                 | Zápasy | Góly   |
| ------- | -------- | ------- | ------ | ---- | ------------- | ------------- | ------------- | -------------------- | -------------------- | -------------------- | ------ | ------ |
| 1950/51 | Reggiana | Serie B | 34     | 7    | -             | 0             | 0             | -                    | 0                    | 0                    | 34     | 7      |
| 1951/52 | Milán    | Serie A | 27     | 6    | -             | 0             | 0             | -                    | 0                    | 0                    | 27     | 6      |
| 1952/53 | Milán    | Serie A | 32     | 7    | -             | 0             | 0             | -                    | 0                    | 0                    | 32     | 7      |
| 1953/54 | Milán    | Serie A | 31     | 5    | -             | 0             | 0             | -                    | 0                    | 0                    | 31     | 5      |
| 1954/55 | Milán    | Serie A | 27     | 7    | -             | 0             | 0             | -                    | 0                    | 0                    | 27     | 7      |
| 1955/56 | Milán    | Serie A | 18     | 1    | -             | 0             | 0             | PMEZ                 | 2                    | 2                    | 20     | 3      |
| 1956/57 | Udinese  | Serie A | 33     | 5    | -             | 0             | 0             | -                    | 0                    | 0                    | 33     | 5      |
| 1957/58 | Janov    | Serie A | 34     | 6    | IP            | 5             | 1             | -                    | 0                    | 0                    | 39     | 7      |
| 1958/59 | Janov    | Serie A | 24     | 3    | -             | 0             | 0             | -                    | 0                    | 0                    | 24     | 3      |
| 1959/60 | Janov    | Serie A | 23     | 0    | -             | 0             | 0             | -                    | 0                    | 0                    | 23     | 0      |
| 1960/61 | Janov    | Serie B | 26     | 1    | IP            | 1             | 0             | -                    | 0                    | 0                    | 27     | 1      |
| 1961/62 | Janov    | Serie B | 2      | 0    | -             | 0             | 0             | -                    | 0                    | 0                    | 2      | 0      |
| Celkem  | Celkem   | Celkem  | 311    | 48   | -             | 6             | 1             | -                    | 2                    | 2                    | 319    | 51     |

## Hráčské úspěchy

### Klubové
- 1× vítěz 1. italské ligy (1954/55)
- 1× vítěz 2. italské ligy (1961/62)

### Reprezentační
- 1× na MS (1954)
- 2× na MP (1948–1953, 1955–1960)

### Individuální
- nejlepší střelec ligy (1955/56)